# 50428 Alexanderdessler
50428 Alexanderdessler este o planetă minoră (asteroid) din centura de asteroizi. A fost descoperită pe 27 februarie 2000 la Catalina Station⁠(d) de Catalina Sky Survey. 
Obiectul prezintă o orbită caracterizată de o semiaxă mare de 2,6332833098985 UAi, o excentricitate de 0,16, o înclinație de 6,4 ° în raport cu ecliptica.